# Indywidualne mistrzostwa Jugosławii na żużlu
Indywidualne mistrzostwa Jugosławii na żużlu – coroczna seria turniejów, wyłaniająca najlepszych spośród jugosłowiańskich żużlowców.

## Historia
Pierwsze zawody na motocyklach żużlowych w Jugosławii zostały rozegrane w 1959 roku, na hipodromie w Zagrzebiu, które były 1. rundą indywidualnych mistrzostw kraju. W pięciorundowym cyklu (pozostałe rundy odbyły się w Mariborze, Zemunie, Crikvenicy i Bjelovarze) zwyciężył Valent Medved z Varaždinu.
Najbardziej utytułowanymi jugosłowiańskimi żużlowcami są Štefan Kekec i Vlado Kocuvan, którzy mistrzostwo kraju wywalczyli pięciokrotnie.  Cztery złote krążki wywalczył Franc Babič – mistrz w latach 1962, 1964–1965, 1967. Trzykrotnie mistrzostwo kraju udało się zdobyć Drago Regvartowi (1960, 1963 i 1966) i  Gregorowi Pintarowi (1989–1991). Dwukrotnymi mistrzami Jugosławii są Valent Meved, Ivan Molan i Zdeno Pavlic.

## Medaliści mistrzostw Jugosławii
| 5 rund                                    |
| ----------------------------------------- |
| Zagrzeb Maribor Zemun Crikvenica Bjelovar |

| 6 rund                                     |
| ------------------------------------------ |
| Krško Maribor Bjelovar Zagrzeb Kranj Zemun |

| 3 rundy                 |
| ----------------------- |
| Bjelovar Krško Varaždin |

| 3 rundy                   |
| ------------------------- |
| Crikvenica Bjelovar Krško |

| 3 rundy              |
| -------------------- |
| Zagrzeb Kranj Osijek |

| 3 rundy                  |
| ------------------------ |
| Lublana Crikvenica Krško |

| 3 rundy                       |
| ----------------------------- |
| brak danych Krško Svetozarevo |

| 4 rundy     |
| ----------- |
| brak danych |

| 4 rundy           |
| ----------------- |
| brak danych Krško |

| 3 rundy                  |
| ------------------------ |
| Maribor Crikvenica Krško |

| 3 rundy                     |
| --------------------------- |
| Svetozarevo Lublana Maribor |

| 5 rund                                    |
| ----------------------------------------- |
| Zagrzeb Lublana Svetozarevo Maribor Krško |

| 3 rundy                   |
| ------------------------- |
| Krško Lublana brak danych |

| 5 rund                                       |
| -------------------------------------------- |
| Svetozarevo Lublana Krško Maribor Crikvenica |

| 4 rundy             |
| ------------------- |
| brak danych Lublana |

| 3 rundy           |
| ----------------- |
| brak danych Krško |

| 3 rundy           |
| ----------------- |
| brak danych Krško |

| 4 rundy                                  |
| ---------------------------------------- |
| Osijek Krško Maribor Smederevska Palanka |

| 5 rund                                          |
| ----------------------------------------------- |
| Prelog Krško Smederevska Palanka Osijek Lublana |

| 4 rundy                      |
| ---------------------------- |
| Prelog Lendava Krško Lublana |

| 3 rundy                            |
| ---------------------------------- |
| Osijek Lendava Smederevska Palanka |

| 4 rundy                       |
| ----------------------------- |
| Osijek Lendava Prelog Lublana |

| 4 rundy               |
| --------------------- |
| Osijek Prelog Lublana |

| 4 rundy                     |
| --------------------------- |
| Osijek Lendava Prelog Krško |

| 10 rund                                                          |
| ---------------------------------------------------------------- |
| Lendava Prelog Lublana Lendava Krško Osijek Krško Osijek Lublana |

| 6 rund                                       |
| -------------------------------------------- |
| Lendava Lublana Osijek Krško Lendava Lublana |

| 5 rund                              |
| ----------------------------------- |
| Lublana Osijek Prelog Lendava Krško |

| 5 rund                              |
| ----------------------------------- |
| Lendava Prelog Lublana Krško Osijek |

| 8 rund                                                     |
| ---------------------------------------------------------- |
| Prelog Lendava Lublana Krško Osijek Lendava Prelog Lublana |

| 5 rund                              |
| ----------------------------------- |
| Lendava Lublana Krško Lublana Krško |

| 6 rund                                    |
| ----------------------------------------- |
| Prelog Lublana Krško Prelog Lublana Krško |

| 3 rundy        |
| -------------- |
| Prelog Lublana |

## Klasyfikacja medalowa

### Indywidualna
Poniższa tabela zawiera zestawienie zawodników, którzy zdobyli przynajmniej jeden medal indywidualnych mistrzostw kraju na żużlu.
Łącznie najwięcej medali (9) zdobył Štefan Kekec. W sumie medale zdobywało 35 żużlowców.
| Miejsce | Zawodnik          | Lata      | Złoto | Srebro | Brąz | Razem |
| ------- | ----------------- | --------- | ----- | ------ | ---- | ----- |
| 1.      | Štefan Kekec      | 1973-1982 | 5     | 4      | 0    | 9     |
| 2.      | Vlado Kocuvan     | 1970-1981 | 5     | 1      | 1    | 7     |
| 3.      | Franc Babič       | 1959-1967 | 4     | 0      | 3    | 7     |
| 4.      | Drago Regvart     | 1960-1967 | 3     | 2      | 1    | 6     |
| 5.      | Gregor Pintar     | 1988-1991 | 3     | 0      | 1    | 4     |
| 6.      | Zvonko Pavlic     | 1983-1988 | 2     | 1      | 2    | 5     |
| 7.      | Valent Medved     | 1959-1967 | 2     | 0      | 1    | 3     |
| 8.      | Ivan Molan        | 1970-1971 | 2     | 0      | 0    | 2     |
| 9.      | Krešo Omerzel     | 1983-1990 | 1     | 3      | 0    | 4     |
| 9.      | Artur Horvat      | 1986-1989 | 1     | 3      | 0    | 4     |
| 11.     | Draško Oršić      | 1971-1973 | 1     | 2      | 0    | 3     |
| 12.     | Albert Kocmut     | 1981-1984 | 1     | 1      | 1    | 3     |
| 13.     | Jože Žibert       | 1983-1985 | 1     | 0      | 1    | 2     |
| 14.     | Drago Perko       | 1961-1970 | 0     | 3      | 2    | 5     |
| 15.     | Čaba Lazar        | 1986-1989 | 0     | 1      | 2    | 3     |
| 16.     | Milovan Stanković | 1964-1965 | 0     | 1      | 1    | 2     |
| 16.     | Đuro Fleten       | 1975-1977 | 0     | 1      | 1    | 2     |
| 16.     | Gerhard Lekše     | 1990-1991 | 0     | 1      | 1    | 2     |
| 19.     | Marijan Mihalinec | 1959      | 0     | 1      | 0    | 1     |
| 19.     | Jože Visočnik     | 1960      | 0     | 1      | 0    | 1     |
| 19.     | Matevž Rozman     | 1961      | 0     | 1      | 0    | 1     |
| 19.     | Miodrag Stanković | 1966      | 0     | 1      | 0    | 1     |
| 19.     | Vlado Miler       | 1972      | 0     | 1      | 0    | 1     |
| 19.     | Rado Toplišek     | 1974      | 0     | 1      | 0    | 1     |
| 19.     | Ivan Vrbnjak      | 1979      | 0     | 1      | 0    | 1     |
| 26.     | Evald Babič       | 1971-1972 | 0     | 0      | 2    | 2     |
| 26.     | Franc Žagar       | 1978-1980 | 0     | 0      | 2    | 2     |
| 28.     | Tone Mlakar       | 1960      | 0     | 0      | 1    | 1     |
| 28.     | Franc Vene        | 1973      | 0     | 0      | 1    | 1     |
| 28.     | Josip Frančić     | 1974      | 0     | 0      | 1    | 1     |
| 28.     | Damjan Klasnetić  | 1975      | 0     | 0      | 1    | 1     |
| 28.     | Jože Mavsar       | 1979      | 0     | 0      | 1    | 1     |
| 28.     | Zvone Gerjevic    | 1982      | 0     | 0      | 1    | 1     |
| 28.     | Franci Kalin      | 1987      | 0     | 0      | 1    | 1     |
| 28.     | Martin Peterca    | 1991      | 0     | 0      | 1    | 1     |